# جائزة غولدن غلوب لأفضل ممثل - فلم موسيقي أو كوميدي
جائزة الغولدن غلوب لأفضل ممثل في فيلم - موسيقي أو كوميدي قدمت لأول مرة كجائزة منفصلة في عام 1951 من قبل رابطة هوليوود للصحافة الأجنبية. قبل ذلك، كانت هناك جائزة واحدة «أفضل ممثل في فيلم» لكن قرار الفصل سمح بوجودها وأيضاً وجود أفضل ممثل في فيلم - درما.
وتفوات العنوان الرسمي منذ إنشائها. في 2005، تم تسميتها رسمياً: «أفضل أداء من قبل ممثل في فيلم - موسيقي أو كوميدي». من 2013، التسمية هي «أفضل ممثل في فيلم - موسيقي أو كوميدي».
- فريد أستير (1950)
- داني كاي (1951)
- دونالد أوكونور (1952)
- ديفيد نيفن (1953)
- جيمس ميسون (1954)
- توم إيويل (1955)
- ماريو مورينو (1956)
- فرانك سيناترا (1957)
- داني كاي (1958)
- جاك ليمون (1959)
- جاك ليمون (1960)
- غلين فورد (1961)
- مارسيلّو ماسترويانّي (1962)
- ألبرتو سورتي (1963)
- ريكس هاريسون (1964)
- لي مارفين (1965)
- آلان آركين (1966)
- ريتشارد هاريس (1967)
- رون مودي (1968)
- بيتر أوتول (1969)
- ألبرت فيني (1970)
- شايم توبول (1971)
- جاك ليمون (1972)
- جورج سيغال (1973)
- آرت كارني (1974)
- والتر ماثو / جورج برنز (1975)
- كريس كريستوفيرسن (1976)
- ريتشارد درايفوس (1977)
- وارن بيتي (1978)
- بيتر سلرز (1979)
- راي شاركي (1980)
- دادلي مور (1981)
- داستين هوفمان (1982)
- مايكل كين (1983)
- دادلي مور (1984)
- جاك نيكلسون (1985)
- بول هوجان (1986)
- روبن ويليامز (1987)
- توم هانكس (1988)
- مورغان فريمان (1989)
- جيرارد ديبارديو (1990)
- روبن ويليامز (1991)
- تيم روبنز (1992)
- روبن ويليامز (1993)
- هيو غرانت (1994)
- جون ترافولتا (1995)
- توم كروز (1996)
- جاك نيكلسون (1997)
- مايكل كين (1998)
- جيم كاري (1999)
- جورج كلوني (2000)
- جين هاكمان (2001)
- ريتشارد جير (2002)
- بيل موري (2003)
- جيمي فوكس (2004)
- خواكين فينيكس (2005)
- ساشا بارون كوهين (2006)
- جوني ديب (2007)
- كولين فاريل (2008)
- روبرت داوني جونير (2009)
- بول جياماتي (2010)
- جون دوجردان (2011)
- هيو جاكمان (2012)
- ليوناردو دي كابريو (2013)
- مايكل كيتون (2014)
- مات ديمون (2015)